# Гамиях (Новолакский район)
Гамиях (Мини-АтагӀа) — село в Новолакском районе Дагестана в России.
Образует сельское поселение село Гамиях как единственный населённый пункт в его составе.

## Географическое положение
Село расположено к юго-западу от города Хасавюрт на берегу реки Ямансу, к западу от горы Экитёбе. Ранее рядом находилось село Кочкар-юрт и хутора Хасархакан бюйра и Яшин атх, позже исчезнувшие.

## История
Основано в 1875 г.
Во время депортации чеченцев в 1944 году в Среднюю Азию население села Минай-Тугай было выслано. В село были переселены жители сел Гамиях, Кацран и Цовкра-2 Кулинского района. В 1970 году в село были переселены аварцы — жители сел Шабдух и Цунди Гумбетовского района, разрушенных землетрясением. Существует проект по переселению лакцев к городу Махачкала и восстановлению Ауховского района.

## Население
| 1889  | 1926  | 1939  | 1959  | 1970  | 1984  | 1989  |
| ----- | ----- | ----- | ----- | ----- | ----- | ----- |
| 406   | ↗674  | ↘541  | ↗688  | ↗799  | ↗1278 | ↗1333 |
| 2002  | 2010  | 2012  | 2013  | 2014  | 2015  | 2016  |
| ↗2106 | ↗2528 | ↗2687 | ↗2801 | ↗2858 | ↗2935 | ↗3019 |
| 2017  | 2018  | 2019  | 2020  | 2021  | 2023  | 2024  |
| ↗3082 | ↗3116 | ↗3196 | ↗3225 | ↗4150 | ↗4155 | ↗4300 |
| 2025  |       |       |       |       |       |       |
| ↗4344 |       |       |       |       |       |       |

Национальный состав по переписи 2002 г.: аварцы — 34 %, лакцы − 43 %.
По данным Всероссийской переписи населения 2010 года:
| № | Национальность | Численность, чел. | Доля |
| - | -------------- | ----------------- | ---- |
| 1 | лакцы          | 1101              | 44 % |
| 2 | аварцы         | 801               | 32 % |
| 3 | чеченцы        | 581               | 23 % |
| 4 | другие         | 45                | 1 %  |

По данным Всероссийской переписи населения 2021 года:
| №  | Национальность | Численность, чел. | Доля  |
| -- | -------------- | ----------------- | ----- |
| 1  | лакцы          | 1830              | 55.4% |
| 2  | аварцы         | 1326              | 40.1% |
| 3  | чеченцы        | 928               | 28.1% |
| 4  | даргинцы       | 11                | 0.33% |
| 5  | русские        | 7                 | 0.21% |
| 6  | кумыки         | 4                 | 0.12% |
| 7  | лезгины        | 4                 | 0.12% |
| 8  | табасаранцы    | 2                 | 0.06% |
| 9  | азербайджанцы  | 1                 | 0.03% |
| 10 | ногайцы        | 1                 | 0.03% |
| 11 | татары         | 1                 | 0.03% |
| 12 | украинцы       | 1                 | 0.03% |
| 13 | не ответили    | 97                | 2.9%  |

## Образование
- Гамияхская муниципальная средняя общеобразовательная школа № 1[30].
- Гамияхская муниципальная средняя общеобразовательная школа № 2[31].

## Микротопонимия
- Гӏезамбе барз (Гезамбе барз) «Гезамбе курган», в прошлом хутор
- Хабдалкериман атагӏа (Абдалкерима атага) «Абдалкерима долина»
- Йоккха яргӏота (Йоккха яргота) "Большая(ое) яргӏота (?)
- Лакхарахьаст (Лакхарахаст) «Верхний источник»
- Пирх некъ (Пирх нек) «Поперечная дорога»
- Миме хьаст (Миме хает) «Миме источник»
- Ямсо чоь (Ямсо чё) «Ямсо русло»
- Ахьмадара аттӀ (Ахмадара атг)
- Яшин атгI (Яшин атх) «Яши долина»
- Ханпашин музей (Ханпашин музей)
- Хубай бераш Iийна меттиг (Хубай бераш ийна меттиг)
- Iабдурахьмана Халид Iийна меттиг (Абдурахмана Халид ийна меттиг)
- Дукъ-лергашка (Дук-лергашка)
- Зимг яргӏота (Зимг ярхота)
- Яши атагӏара хьаст (Яши атагара хаст)
- Чӏонтой отар (Чонтой отар)
- Амаж отар (Амаж отар)
- Темарбе беш (Темарбе беш)
- Бамббива мохк (Бамббива мохк)
- Iалп мохк (Алп мохк)
- Кардын-барз (Кардын-барз)
- Ботшкой мохк (Ботшкой мохк)
- Боккхабуьйра (Боккхабюйра)
- Хьайргӏо буьйра (Хайрхо бюйра)
- Мусовгӏар цӏаьлг (Мусовгӏар цялг)
- Адрашид пхьалгӏа (Адрашид пхалга)
- Баймард хьайр (Баймард хайр)
- Лӏакхара маьждиг (Лакхара мяждиг)
- Лохара маьждиг (Лохара мяждиг)
- Оьрси мохк (Орси мохк)
- Пхьарчхой куп (Пхарчхой куп)
- Хьасарханан буьйра (Хасарханан бюйра)
- Билтовлой мохк (Билтовлой мохк)
- Тӏийхьара буьйра (Тийхара бюйра)
- Дивбуу барз (Дивбуу барз)
- Тӏалин мазлагӏашка (Талин мазлагашка)
- Тӏалин мазлагӏашкара кхаш (Талин мазлагашкара кхаш)
- Муслув кха «Муслува пашня»
- Хубайри буьйра «Хубайри балка»
- Хасарханан буьйра «Хасархана балка»
- Мамайхин кха «Мамайхи пашня»
- Затин кха «Зати пашня»
- Алдмара кха «Алдмара пашня»
- Илесара кха «Илеса потомков пашня»
- Даудара кха «Дауда потомков пашня»
- Бисолтара кха «Бисолты потомков пашня»
- Мадишара кха «Мадиша потомков пашня»
- Висамбигара кха «Висамби потомков пашня»
- Iабдулмажидара кха «Абдулмажида потомков пашня»
- Iелара кха «Эла потомков пашня»
- Дечкгӏала мохк (Дечкгала мохк)[32]